# Mahdi asz-Szanabi
Mahdi asz-Szanabi, Mehdi Chaambi (ar. مهدي الشعانبي; ur. 28 maja 1965) – tunezyjski zapaśnik walczący w stylu klasycznym. Olimpijczyk z Seulu 1988, gdzie odpadł w eliminacjach w kategorii 57 kg. Zdobył złoty medal na mistrzostwach Afryki w 1988 roku.

## Turniej wSeulu 1988
Przegrał z zawodnikiem RFN Rıfatem Yıldızem i wygrał z Meksykaninem Adriánem Ponce.